# Adlercreutzia mucosicola
Adlercreutzia mucosicola es una bacteria grampositiva del género Adlercreutzia. Fue descrita en el año 2018. Su etimología hace referencia a habitante de la mucosa intestinal. Anteriormente conocida como Enterorhabdus mucosicola. Es anaerobia e inmóvil. Catalasa y oxidasa negativas. Tiene un tamaño de 0,5 μm de ancho por 2 μm de largo. Forma colonias circulares, enteras, elevadas y traslúcidas tras 48 horas de incubación. Temperatura de crecimiento entre 30-40 °C. Es resistente a los antibióticos colistina y ciprofloxacino. Tiene un contenido de G+C de 64,2%. Se ha aislado de la mucosa del íleo de un ratón. 